# Tyrone (Géorgie)
Pour les articles homonymes, voir Tyrone.
Tyrone est une ville du comté de Fayette, dans l'État de Géorgie aux États-Unis.

## Démographie
| 1930 | 1940 | 1950 | 1960 | 1970 | 1980  |
| ---- | ---- | ---- | ---- | ---- | ----- |
| 128  | 118  | 156  | 124  | 131  | 1 038 |

| 1990  | 2000  | 2010  | - | - | - |
| ----- | ----- | ----- | - | - | - |
| 2 724 | 3 916 | 6 879 | - | - | - |